# Mohamed Benamar Zerhouni
Pour les articles homonymes, voir Zerhouni.
 (novembre 2013).
Si vous disposez d'ouvrages ou d'articles de référence ou si vous connaissez des sites web de qualité traitant du thème abordé ici, merci de compléter l'article en donnant les références utiles à sa vérifiabilité et en les liant à la section « Notes et références ».
Mohamed Benamar Zerhouni, né le 30 juin 1948 à Nedroma en Algérie, est un homme politique algérien.
Ancien ministre de la Communication (1994-1995) dans le gouvernement de Mokdad Sifi sous la présidence de Liamine Zéroual, il était un proche conseiller de l’ex Président de la République algérienne, Abdelaziz Bouteflika dans le cabinet duquel il occupait une bonne place après le vétéran Abdellatif Rahal et les deux frères et conseillers du Président, l'enseignant d’université Saïd et le médecin Mustapha.

## Biographie
Zerhouni est né à Nédroma, le 30 juin 1948. Il est le fils de Boumédiène et Rachida, et l’aîné d’une fratrie de onze frères et sœurs, parmi lesquels figurent Yamina Noria, la première femme algérienne à occuper le poste de Wali, un général, une pharmacienne, une sœur médecin, un ingénieur, une dentiste, une biologiste et des diplômés de l’université. Sa femme est médecin spécialiste. Il est père d'une fille et d'un garçon.
Après ses études primaires commencées à Nédroma et achevées à Maghnia, il accède au Lycée franco musulman de Tlemcen où il fut pensionnaire jusqu’à la fin de ses études secondaires après lesquelles il entama ses études supérieures à l'Université d'Alger dans la filière d’interprétariat et de traduction. Sorti major de sa promotion en 1971, il accomplit son service national à l’Académie Interarmes de Cherchell et entra aussitôt après dans la vie active. 
De 1973 à 1976, il créa et dirigea le service d’arabisation et d’alphabétisation successivement au sein de l’entreprise nationale Sonelec et au Commissariat national à l’informatique. Il rejoignit ensuite les services de l’Assemblée populaire nationale dès son installation en mars 1977 et il s’y vit confier la création et la direction du département de la traduction et des comptes-rendus jusqu’en 1982, date à laquelle il quitta la sphère législative pour la sphère exécutive, au sein  du cabinet du Ministre des Postes et télécommunications, Bachir Rouis. En 1984, il seconda ce dernier au Ministère de l’Information jusqu’en 1988, en qualité de chef de cabinet. C’est à ce poste qu’il a affiné sa maîtrise des ficelles de la prose de communication au contact des meilleures plumes du secteur et s’initia aux arcanes du monde de la presse, de la radio et de la télévision, ce qui le désigna, par la suite, pour être appelé à la tête du Ministère de la communication.
En 1990, les ministères de l’information et de la culture furent supprimés et remplacés par des conseils supérieurs. Il fut appelé pour assurer le Secrétariat du Conseil Supérieur de l’Information et en même temps occuper le poste de chef de cabinet de son président, jusqu’à la dissolution de cette institution.
C’est en 1994 que le Président Zéroual lui confia le Ministère de la Communication alors que les prérogatives de tutelle des pouvoirs publics sur l’Agence de presse, les organes de la presse écrite, la radio et la télévision étaient réduite suite une réforme initiée par l'ancien premier ministre Mouloud Hamrouche. Bien qu'il ne soit resté qu'un an à la tête de ce Ministère, il eut le temps de rétablir la tutelle ministérielle sur l’ensemble des organes d’information appartenant à l’État et de lancer la chaîne de télévision satellitaire, Algerian TV.
Déchargé de son portefeuille ministériel, il se consacra à son hobby de toujours, la poésie populaire. Ainsi, en 1996, il finalisa l’édition, longtemps laissée à l’état de projet, du recueil de poèmes (« Diwan ») de Kaddour Benachour Ez Zerhouni, dont il avait entamé la recension des poèmes (qacidates) depuis 1968. Après l’édition de ce diwan de plus de 800 pages, il va poursuivre sa quête des textes écrits et oraux des poètes populaires algériens et maghrébins en sensibilisant leurs héritiers et les collectionneurs de la nécessité de collecter et publier le maximum de textes afin de les sauver d’une disparition certaine. Ce faisant, il entra dans les bonnes grâces du parolier et collectionneur de textes de poésie populaire, Mohamed Elhabib Hachelef, qui accepta d’œuvrer avec lui à l’édition de trois recueils : des élégies à la mémoire du Président Houari Boumédiène, le Diwan d'Abdelkader El-Khaldi et le Diwan de Boumédiène Bensahla. 
Après la mort de son complice et ami Mohamed Elhabib Hachelef en 2001, Zerhouni poursuivit son action en faveur de l’exhumation et de la valorisation du patrimoine poétique populaire. Il fit notamment éditer le répertoire (Kounnache) intégral des qacidates recueillies et léguées par Si Dris Benrahal, un des maîtres de la musique arabo-andalouse de Nédroma auprès de qui s’est initié Mohammed Ghaffour.